# Ephedra brevifoliata
Ephedra brevifoliata là một loài thực vật hạt trần trong họ Ephedraceae. Loài này được Ghahr. mô tả khoa học đầu tiên năm 1974.